# Ishii Baku

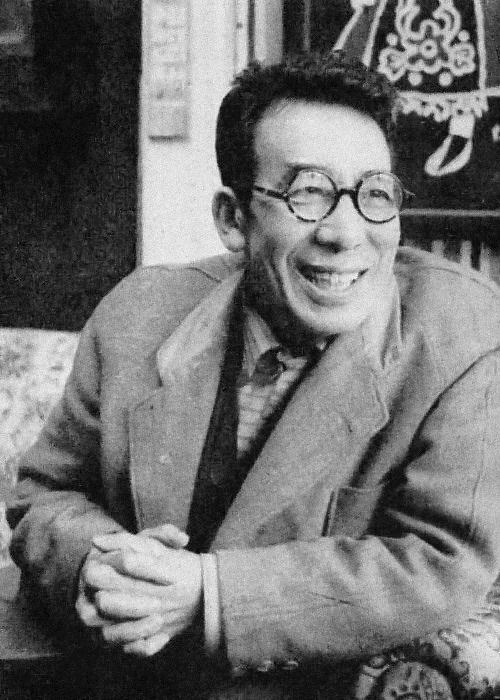
Ishii Baku

Ishii Baku (japanisch 石井 漠; * 25. Dezember 1886; † 7. Januar 1962) war ein japanischer Tänzer und Choreograph.
Ishii absolvierte eine Ausbildung als Tänzer am Kaiserlichen Theater in Tokio. Er wandte sich dann dem Konzept eines freien und natürlichen Tanzes von Isadora Duncan und der rhythmischen Gymnastik von Émile Jaques-Dalcroze zu. 
Von 1922 bis 1925 tourte er mit seiner Partnerin Ishii Konami durch die USA und Europa. Hier empfing er nachhaltige Einflüsse durch Mary Wigman. Nach seiner Rückkehr nach Japan eröffnete er eine Tanzschule. Neben Eguchi Takaya und Itō Michio zählt er zu den Pionieren des modernen Tanzes in Japan.
Auch seine Tochter Ishii Midori wurde als Tänzerin bekannt. Seine Söhne Ishii Kan und Ishii Maki waren Komponisten.